# Michel van Zundert
Michel van Zundert (Breda, 15 april 1978) is een voormalig Nederlands voetballer die bij voorkeur als verdediger speelde.

## Carrière
Van Zundert begon te voetballen bij RKC Waalwijk waarna hij de overstap maakte naar RBC. In 1998 werd hij verhuurd aan RKC Waalwijk. Op 7 oktober 1990 kreeg hij de snelste rode kaart in een wedstrijd vanwege het neerhalen van een doorgebroken speler van SC Veendam.
Op 3 december 2010 werd het bekend dat hij ging stoppen met voetballen bij Excelsior '31.